# Wilhelm Bennewitz
Wilhelm Bennewitz, född 19 april 1832 i Berlin, död 21 februari  1880, var en svensk cellist vid Kungliga hovkapellet.

## Biografi
Wilhelm Bennewitz anställdes den 8 september 1857 som cellist vid Kungliga hovkapellet i Stockholm och slutade den 1 juli 1859.